# Thomas Tooke
Thomas Tooke, född 28 februari 1774 i Kronstadt, död 26 februari 1858 i London, var en engelsk statistiker och nationalekonom.
Tooke var 1804-24 chef för ett stort rysk-engelskt handelshus i London, varefter han resten av sitt liv huvudsakligen ägnade sig åt forskning och författarverksamhet. Han grundlade 1821 tillsammans med bland andra Thomas Robert Malthus, David Ricardo och John Stuart Mill Political Economy Club i London, var en ivrig agitator for frihandel och författade den historiskt viktiga petition, som Londons köpmän 1820 ingav till regeringen. 
Tooke deltog för övrigt i diskussionen av många av samtidens ekonomiska frågor, särskilt på bankpolitikens område. Hans mest kända verk är A History of Prices and the State of the Circulation During the Years 1793-1856 (sex band, London 1838-57), varav de två sista tillkom under medverkan av William Newmarch, ett för studiet av denna tidsperiods ekonomiska historia viktigt arbete.